# Liste des monuments et sites historiques de la région de Kédougou
Cet article recense les monuments et sites historiques de la région de Kédougou au Sénégal.

## Liste
| Monument                                                       | Département | Localité | Coordonnées                  | Notes | Code Décret    | Illus. |
| -------------------------------------------------------------- | ----------- | -------- | ---------------------------- | ----- | -------------- | ------ |
| Tata de Bademba en pays Tenda                                  | Kédougou    |          |                              |       | 2006KEDOUGOU01 |        |
| Chutes de Dindifelou, site naturel                             | Kédougou    |          | 12° 21′ 32″ N, 12° 19′ 16″ O |       | 2006KEDOUGOU02 |        |
| Site de Iwol à Bandafassi, sur la montagne « Lieu de silence » | Kédougou    |          |                              |       | 2006KEDOUGOU03 |        |
| Monts Assirik dans le Parc National du Niokolo Koba            | Kédougou    |          | 13° 40′ 01″ N, 12° 43′ 01″ O |       | 2006KEDOUGOU04 |        |
| Pays Bassari                                                   | Kédougou    |          | 12° 35′ 20″ N, 12° 51′ 15″ O |       | 2006KEDOUGOU05 |        |